# Municipio de Wise (Míchigan)
El municipio de Wise (en inglés: Wise Township) es un municipio ubicado en el condado de Isabella en el estado estadounidense de Míchigan. En el año 2010 tenía una población de 1397 habitantes y una densidad poblacional de 14,74 personas por km².

## Geografía
El municipio de Wise se encuentra ubicado en las coordenadas 43°46′39″N 84°40′29″O / 43.77750, -84.67472. Según la Oficina del Censo de los Estados Unidos, el municipio tiene una superficie total de 94.78 km², de la cual 94,53 km² corresponden a tierra firme y (0,26 %) 0,24 km² es agua.

## Demografía
Según el censo de 2010, había 1397 personas residiendo en el municipio de Wise. La densidad de población era de 14,74 hab./km². De los 1397 habitantes, el municipio de Wise estaba compuesto por el 96,21 % blancos, el 0,14 % eran afroamericanos, el 1,79 % eran amerindios, el 0,29 % eran asiáticos, el 0,21 % eran de otras razas y el 1,36 % eran de una mezcla de razas. Del total de la población el 1,93 % eran hispanos o latinos de cualquier raza.